# Casa dos Calistos
A Casa dos Calistos ou Casa das Pachecas é uma casa nobre situada na vila de Ponte de Lima, em Portugal. Foi edificada no século XVIII em estilo barroco, embora apresente uma estrutura de estilo Chão característica da arquitetura senhorial do século anterior. Em 1993 foi classificada como Imóvel de Interesse Público.